# Dürpelfest

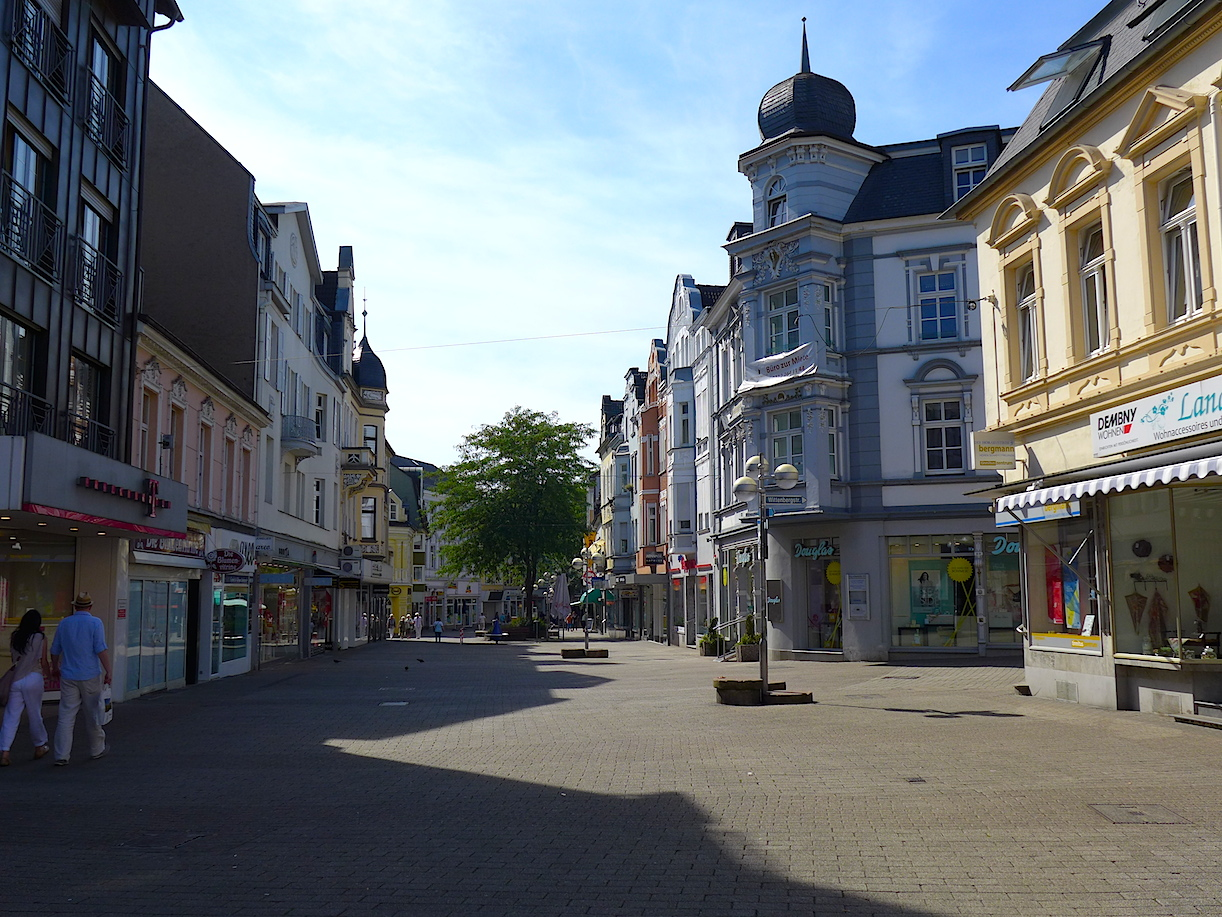
Auf der Düsseldorfer Straße in Ohligs-Mitte findet immer das Dürpelfest statt.

Das Dürpelfest im Solinger Stadtteil Ohligs ist seit 1975 das größte jährlich stattfindende Volksfest im Bergischen Städtedreieck (Wuppertal, Remscheid, Solingen). Es findet jährlich an einem Mai-Wochenende statt.

## Entstehungsgeschichte seit 1975
Im Frühjahr 1975 organisierten die Ohligser Einzelhändler Hans Ketzberg (Radio Ketzberg), Jochen Güttes (Kaufhaus Güttes) und Karl-Heinz Schälte (Fischdelikatessen Schälte) ein Stadtteilfest speziell für die Bewohner im Solinger Stadtteil Ohligs. Als Veranstaltungsort wurde die 1975 zu einer Fußgängerzone umgebaute Düsseldorfer Straße ausgewählt. Die drei Einzelhändler waren Mitglieder in der Ohligser Werbe- und Interessengemeinschaft (OWG) und gelten seitdem als die Erfinder des Ohligser Dürpelfestes. Der Name Dürpelfest war eine Erfindung vom langjährigen OWG-Vorsitzenden Hans Ketzberg (1939–2020). Als Dürpel bezeichnet man in der Solinger Mundart die Stufen zur Eingangstür und/oder den Bürgersteig an einer Straße. Mit der Bezeichnung Dürpel wollte Hans Ketzberg den nachbarschaftlichen Zusammenhalt im Stadtteil Ohligs hervorheben. Das erste Stadtteilfest unter diesem Namen fand am 24. und 25. Mai 1975 statt. Die OWG veranstaltet bis heute das Dürpelfest in Eigenregie, trägt die Gesamtverantwortung und verfügt über das Platzrecht. Das Organisationsteam der Veranstalter umfasst 16 Personen, die in zwei Schichten arbeiten, unterstützt wird die OWG von Ordnungsamt und Polizei.

## Ablauf und Organisatorisches
Das Dürpelfest, im Solinger Volksmund auch kurz Dürpel genannt, ist weit über die Grenzen der Klingenstadt hinaus bekannt und hat sich vom kleinen Solinger Stadtteilfest zum größten Open-Air Event im Bergischen Städtedreieck entwickelt. An drei Veranstaltungstagen besuchen bis zu 100.000 Menschen das Dürpelfest in Ohligs. Stände und Imbissbuden sind vom Bremsheyplatz am Solinger Hauptbahnhof über die Düsseldorfer Straße bis hin zum Ohligser Marktplatz verteilt, an dem eine kleine Kirmes mit unterschiedlichen Fahrgeschäften stattfindet. Der gesamte Veranstaltungsbereich erstreckt sich über Bremsheyplatz, Düsseldorfer Straße, Kirchgasse, Wittenbergstraße, Forststraße, Baustraße, Grünstraße, Ohligser Marktplatz, Lennestraße und Aachener Straße.
Der Großteil der Stände wird von Vereinen aus dem Stadtteil Ohligs betrieben, hinzu kommt eine kleine Zahl von professionellen Schaustellern. Die jährlichen Gesamtkosten bestehend aus Sicherheitskonzept, Musikprogramm, Strom/Wasserversorgung, Security, Sanitäranlagen und der Müllentsorgung betragen laut OWG mindestens 60.000 Euro. Das Dürpelfest wird aus Standmieten, Spenden und dem Verkauf von Ohligs-Souvenirs finanziert. Während des Dürpelfestes (von Freitag bis einschließlich Sonntag) gilt ein Glasverbot. Alle Speisen und Getränke auf dem Dürpelfest kann man nur in Mehrweggeschirr erwerben.

## Musikprogramm
Durch die zahlreichen Livekonzerte und dem abwechslungsreichen Musikprogramm von Schlager über Reggae bis Cover-Rock, hat sich das Dürpelfest in den letzten Jahren auch zu einem urbanen Musikfestival entwickelt. Überregional bekannt wurde das Dürpelfest vor allem durch die Live-Auftritte der Düsseldorfer Coverband Der Letzte Schrei.